# Cztery postacie na stopniu (obraz Bartolomé Estebana Murilla)
Cztery postacie na stopniu (hiszp. Quatro figuras em um degrau) – powstały w 1. poł. XVII w. obraz autorstwa hiszpańskiego malarza barokowego Bartolomé Estebana Murilla.
Dzieło Murilla zakupione zostało przez Muzeum Sztuki w Fort Worth w 1984.